# Cserny Miklós
Cserny Miklós (Balatonszentgyörgy, 1921. december 6. – 2007. október 7.) második világháborús magyar vadászpilóta. A Magyar Királyi Honvéd Légierő pilótájaként két Jak–9-es szovjet gépet lőtt le.

## Élete
1921. december 6-án született Balatonszentgyörgyön. Iskoláit Szegeden végezte. Korán vonzódni kezdett a repüléshez. A középiskola hetedik osztályában sikerült letennie a vitorlázórepülő B-vizsgát. 1940-ben került a Nemzeti Repülőalaphoz, majd az Akadémiára. Előnyt jelentett számára a vitorlázórepülő múlt. Elsőként őt engedték el egyedül Bückerrel (német repülőgépmárka). Az Akadémián találkozott Tobak Tiborral (Cica), és örök barátságot kötöttek. 1943. augusztus 20-án avatták hadnaggyá.
Először Mátyásföldre helyezték, legjobb barátjával, Tobak Tiborral együtt, az 5/I. Vadászrepülő pót-osztályhoz. Csak CR.42-vel repülhettek valamennyit. 1944 áprilisában Kolozsvárra helyezték őket futár-repülőnek, és az ottani vadászszázad parancsnoka, Pottyondy László jóindulatból segítette őket a Héja-kiképzésben. Júniusban végre sikerült áthelyeztetniük magukat „Messzer” (Messerschmitt)-tanfolyamra (ugyancsak Pottyondy segítségével) Pápára.

### A Pumák között
Július 27-én jelentkeztek a 101. Puma vadászrepülő osztálynál, a „Pumaszálláson”, Veszprémben. Cserny hadnagy a 101/1. Zongora-századhoz került. Repült az amerikaiak ellen, és több ízben harcba is keveredett velük, győzelmet ekkor nem ért el. Légi győzelmeit szovjet gépekkel szemben aratta. Háromszor lőtték le gépét. Első alkalommal megúszta sebesülés nélkül, a gépe viszont kettészakadt a kényszerleszállásnál. Nem sokkal később egy alacsony támadás során megsérült a gép motorja, megpróbált eljutni Veszprémbe, de kigyulladt a motor. Sikerült kényszerleszállnia, de az arca megégett.
Következő sebesülése egyben az utolsó bevetést is jelentette számára. 1945. március 17-én Il–2-esek ellen riasztották a készültségi rajt. Cserny hadnagy motorja nem indult, a többiek nélküle szálltak fel. Mivel csak később indult, Buday Lajos őrmester vezette a rajt. Elég alacsonyan jártak, amikor Cserny átvette a parancsnokságot, ebben a pillanatban támadták meg őket a La–7-esek. Ezt a támadást még sikerült kivédeni, de a következőt már nem. Egy nagy durranás után a motor balra kibicsaklott, képtelen volt felvenni a gépet zuhanásból, ugrania kellett. Ugrás közben jobb lába a vezérsíknak ütődött, és térdből leszakadt. Német katonák találták meg, a kórházban azonnal megműtötték. A tábori kórházból Németországba vitték egy civil kórházba.
(Buday Lajos őrmester hősi repülőhalált halt Úrhidánál, 9 légigyőzelmet aratott az amerikai és a szovjet légierő gépeivel szemben.)

### A háború után
A háború vége Prágában érte. 1945 őszén jött haza. Újabb operáció, a műláb helyett kényelmi szempontok miatt inkább a mankót választotta. Megnősült, és feleségével Balatonszentgyörgyre költöztek. Sebesülése miatt hadirokkant nyugdíjas státuszba került, de nemsokára az IBUSZ-nál kapott munkát. 1951-ben őt is letartóztatták, 45 hónapot raboskodott. A börtön után sok mindennel próbálkozott, végül 1959-ben a Csepel Autógyárban tudott elhelyezkedni mint grafikus. Többek között a gyár logója is az ő munkája. 10 évig dolgozott itt, majd a Méréstechnikai Központi Kutatólaboratóriumban újabb 10 évig. 1979-ben innen ment nyugdíjba. Ezután már csak fordítóként dolgozott.
2007. október 18-án hunyt el.

## Légi győzelmei
| Ssz. | Dátum            | Ellenséges repülő |
| ---- | ---------------- | ----------------- |
| 1.   | 1945. január 3.  | Jak–9             |
| 2.   | 1945. január 19. | Jak–9             |